# Gubernia kazańska
Gubernia kazańska (ros. Казанская губерния; tatarski Qazan gubernası / Казан губернасы, czuwaski Хусан кěперниě) – gubernia rosyjska ze stolicą w Kazaniu, funkcjonująca w latach 1708–1781 i 1796–1920 w ramach Imperium Rosyjskiego oraz Rosji Radzieckiej.
Utworzona przez Piotra Wielkiego jako jedna z ośmiu guberni Rosji obejmowała wówczas ziemie dawnych chanatów tatarskich: Kazańskiego, Syberyjskiego i Astrachańskiego z częścią ziem Ordy Nogajskiej. W późniejszych latach kilkakrotnie wydzielano z jej terytorium mniejsze gubernie (w 1717 astrachańską, w 1719 niżnonowogrodzką, w 1744 orenburską oraz w 1781: wiacką, symbirską i ufijską). W latach 1781–1796 namiestnictwo kazańskie. Gubernia graniczyła od południa z gubernią samarską i symbirską, od zachodu z gubernią niżnonowogrodzką, od północy  i  północnego wschodu z gubernią wiacką, od południowego wschodu z gubernią ufijską.
Powierzchnia guberni wynosiła w 1897 roku 63 676,56 km² (55 954,8 wiorst²). Gubernia w początkach XX wieku była podzielona na 12 ujezdów.

## Demografia
Ludność, według spisu powszechnego z 1897 wynosiła 2 170 665 osób – Rosjan (38,4%), Tatarów (31,1%), Czuwaszy (23,1%), Maryjczyków (5,7%), Mordwinów (1,0%) i Udmurtów.

### Ludność w ujezdach według deklarowanego języka ojczystego 1897[1]
| Ujezd            | Rosjanie | Tatarzy | Czuwasze | Maryjczycy | Mordwini | Udmurci |
| ---------------- | -------- | ------- | -------- | ---------- | -------- | ------- |
| Gubernia łącznie | 38,4%    | 31,1%   | 23,1%    | 5,7%       | 1,0%     | …       |
| Kazański         | 54,5%    | 41,8%   | …        | 1,6%       | …        | …       |
| Koźmodiemianski  | 16,3%    | …       | 47,3%    | 36,3%      | …        | …       |
| Łaiszewski       | 57,5%    | 42,4%   | …        | …          | …        | …       |
| Mamadyski        | 25,1%    | 69,4%   | …        | 1,0%       | …        | 4,4%    |
| Swijażski        | 68,6%    | 29,9%   | 1,5%     | …          | …        | …       |
| Spasski          | 58,4%    | 30,2%   | 7,2%     | …          | 4,1%     | …       |
| Tetiuski         | 31,6%    | 49,1%   | 16,6%    | …          | 2,7%     | …       |
| Carewokokszacki  | 24,0%    | 21,1%   | …        | 54,7%      | …        | …       |
| Ciwilski         | 10,1%    | 10,0%   | 79,9%    | …          | …        | …       |
| Czeboksarski     | 18,7%    | 2,7%    | 66,5%    | 12,0%      | …        | …       |
| Czystopolski     | 48,4%    | 32,2%   | 16,2%    | …          | 3,2%     | …       |
| Jadrinski        | 9,0%     | …       | 90,9%    | …          | …        | …       |

W 1920 r. władze radzieckie zlikwidowały gubernię kazańską, a na jej terytorium w ramach polityki korienizacji utworzono Tatarską oraz Czuwaską ASRR. Współcześnie na terytorium historycznej guberni znajduje się Republika Tatarstanu, Republika Czuwaska i Republika Mari El - autonomiczne republiki w ramach Federacji Rosyjskiej.